# Beaverite-(Zn)
La beaverite-(Zn) è un minerale appartenente al gruppo dell'alunite analoga alla beaverite-(Cu) ma contenente Zn al posto del Cu, dalla quale deriva il nome. Questo minerale è stato descritto nel 2008 in base ad una scoperta avvenuta nella miniera di Mikawa presso il villaggio di Mikawa facente parte della città di Aga, distretto di Higashikanbara, prefettura di Niigata, Giappone.

## Nomenclatura
Al nuovo minerale venne attribuito il nome di zincobeaverite ma la proposta non venne accettata dall'IMA  e quindi la pubblicazione dei dati avvenne denominandola "Zn-bearing beaverite" (beaverite ricca di Zn). In seguito alle revisioni della nomenclatura del supergruppo dell'alunite, le fu attribuito il nome di beaverite-(Zn).

## Morfologia
La beaverite-(Zn) è stata trovata sotto forma di croste terrose.

## Origine e giacitura
La beaverite-(Zn) è stata scoperta all'interno di fessure e cavità presenti negli aggregati di anglesite, galena, pirite, sfalerite e quarzo. È un minerale secondario formatosi nella zona di ossidazione dei giacimenti di rame, piombo e zinco di origine idrotermale generati dall'attività vulcanica durante il miocene.